# Красниківська сільська рада
| Красниківська сільська рада — орган місцевого самоврядування у Верховинському районі Івано-Франківської області з адміністративним центром у с. Красник. Утворена 9 липня 1991 року. За переписом населення України 2001 року в сільській раді мешкало 1080 осіб. Водоймища на території, підпорядкованій даній раді: річка Чорний Черемош. Сільській раді підпорядковані населені пункти: - с. Красник |          |
| Мова | Відсоток |
| українська | 99,72 %  |
| російська | 0,18 %   |
| молдовська | 0,09 %   |

## Склад ради
Рада складається з 15 депутатів та голови.

### Керівний склад ради
| ПІБ                       | Основні відомості                                                                                  | Дата обрання | Дата звільнення |
| ------------------------- | -------------------------------------------------------------------------------------------------- | ------------ | --------------- |
| Мартищук Василь Федорович | Сільський голова, 1956 року народження, освіта, член Всеукраїнського об'єднання «Батьківщина»      | 26.03.2006   | 31.10.2010      |
| Мартищук Василь Федорович | Сільський голова, 1956 року народження, освіта вища, член Всеукраїнського об'єднання «Батьківщина» | 31.10.2010   |                 |

Примітка: таблиця складена за даними джерела